# Manolache Costache Epureanu

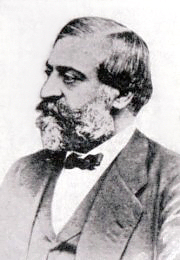
Manolache Costache Epureanu

Manolache Costache Epureanu (* 22. August 1820 in Bârlad, Fürstentum Moldau, heute: Rumänien; † 7. September 1880 in Wiesbaden) war ein rumänischer Politiker der Nationalliberalen Partei (Partidul Național Liberal), der unter anderem 1859 bis 1860 Ministerpräsident des Fürstentums Moldau, zwischen 1860 und 1861 Ministerpräsident des Fürstentums Walachei sowie 1870 und 1876 Ministerpräsident des Fürstentums Rumänien war.

## Leben
Epureanu absolvierte ein Studium der Rechtswissenschaften an der Ruprecht-Karls-Universität Heidelberg, der Friedrich-Wilhelms-Universität zu Berlin, der Georg-August-Universität Göttingen sowie der Universität Jena. Nach dem Erwerb eines Doktors der Rechte kehrte er in seine Heimat zurück und war als Rechtsanwalt tätig. Er nahm an der Moldauischen Revolution 1848 gegen den immer autoritärer regierenden Fürsten Michael Stourdza teil. Am 9. Mai 1859 löste er Ion Ghica als Ministerpräsident des Fürstentums Moldau ab und bekleidete dieses Amt bis zu seiner Ablösung durch Mihail Kogălniceanu am 15. April 1860. Rund zwei Monate später übernahm er am 25. Juli 1860 von Nicolae Golescu das Amt als Ministerpräsident des Fürstentums Walachei und übte es bis zum 12. Mai 1861 aus, woraufhin Barbu Catargiu seine Nachfolge antrat.
Nach der Vereinigung der beiden Fürstentümer Moldau und Walachei zum Fürstentum Rumänien am 24. Dezember 1861 fungierte Epureanu vom 12. Dezember 1865 bis zum 3. Januar 1866 erst als Präsident der Abgeordnetenkammer (Adunarea Deputaților) und nach einer kurzen Unterbrechung vom 9. Mai bis zum 6. Juli 1866 als Präsident der Verfassunggebenden Versammlung. Am 20. April 1870 übernahm er von Alexandru G. Golescu schließlich erstmals das Amt als Ministerpräsident (Președinții Consiliului de Miniștri) und bekleidete dieses Amt bis zu seiner Ablösung durch Ion Ghica am 26. Dezember 1870. In seinem ersten Kabinett übernahm er zugleich das Amt des Innenministers (Ministru de interne). In der Regierung von Ministerpräsident Lascăr Catargiu war er vom 28. Oktober 1872 bis zum 31. März 1873 Justizminister.
Epureanu, der 1875 der neu gegründeten Nationalliberalen Partei (Partidul Național Liberal) beitrat, löste am 27. April 1876 Ion Emanuel Florescu als Ministerpräsident des Fürstentums Rumänien ab und übte dieses Amt bis zum 23. Juli 1876 aus, woraufhin Ion C. Brătianu seine Nachfolge antrat. Zugleich bekleidete er in seinem zweiten Kabinett die Ämter als Minister für Landwirtschaft, Handel und öffentliche Arbeiten.

## Veröffentlichungen
- Chestia locuitorilor privită din punctul de vedere al Regulamentului organic, 1866
- Despre pretinsa rescumpărare a căilor ferate, 1879